# 太山寺
太山寺（日语：たいさんじ）是位於日本兵庫縣神戶市西區的一座天台宗的佛教寺院。山號三身山。在傳說中太山寺始建於西元716年。現在的建築修建於1285年之後。太山寺一帶森林保存完好，是神戶市內著名的歷史景點，並且也是著名的賞紅葉名所。

## 圖片

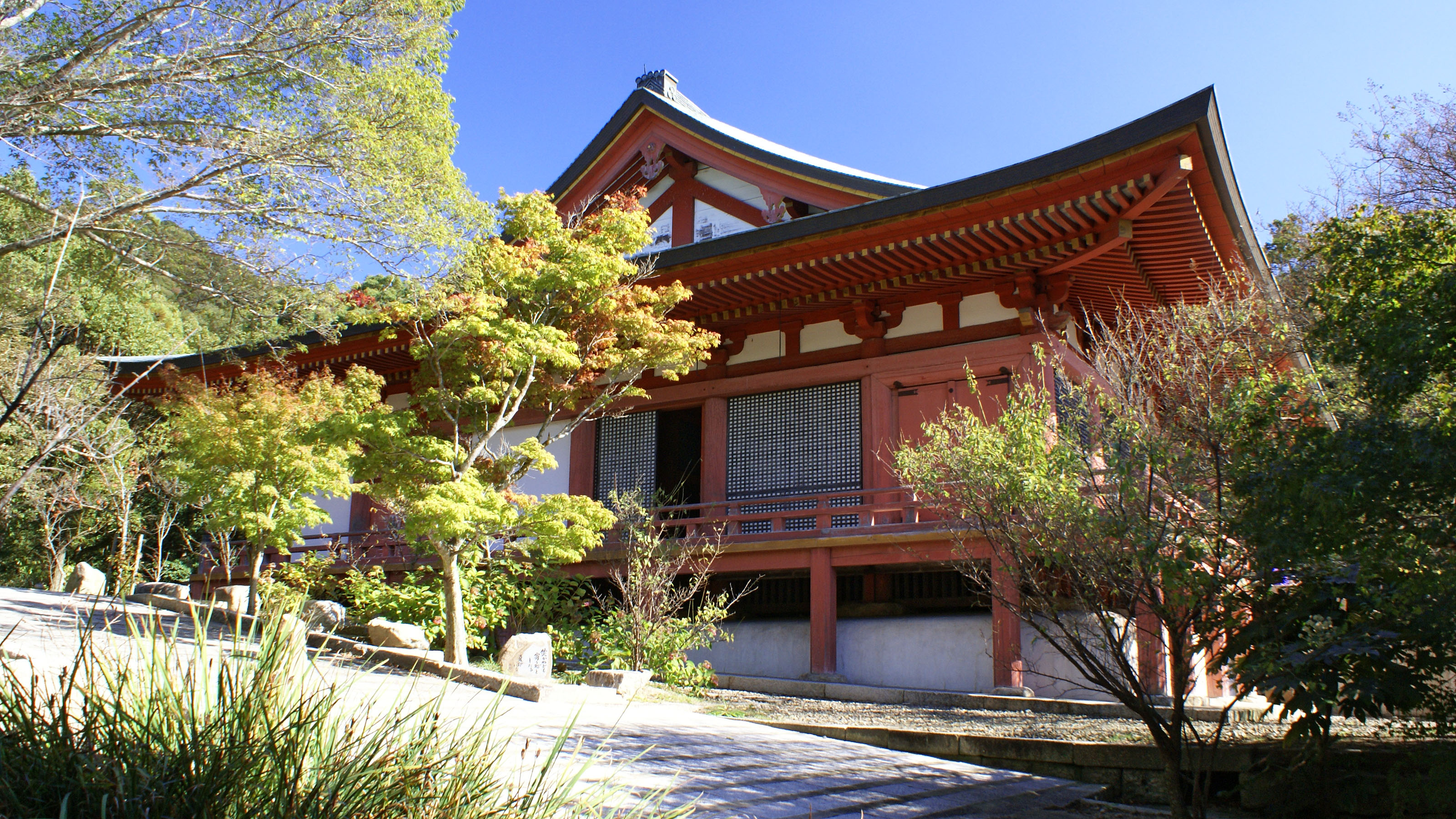
本堂（側面）

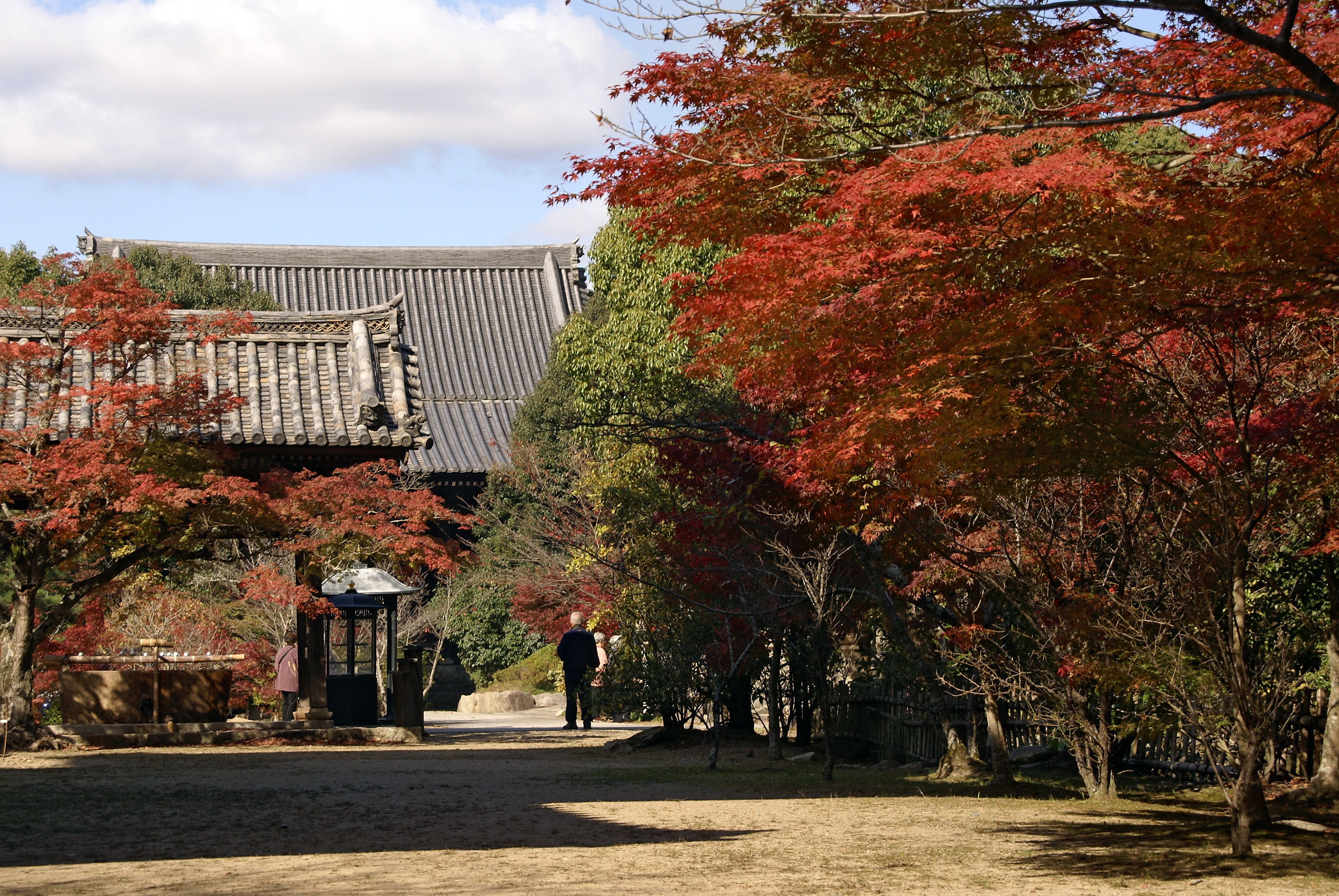
境内風景、手水舎、阿彌陀堂

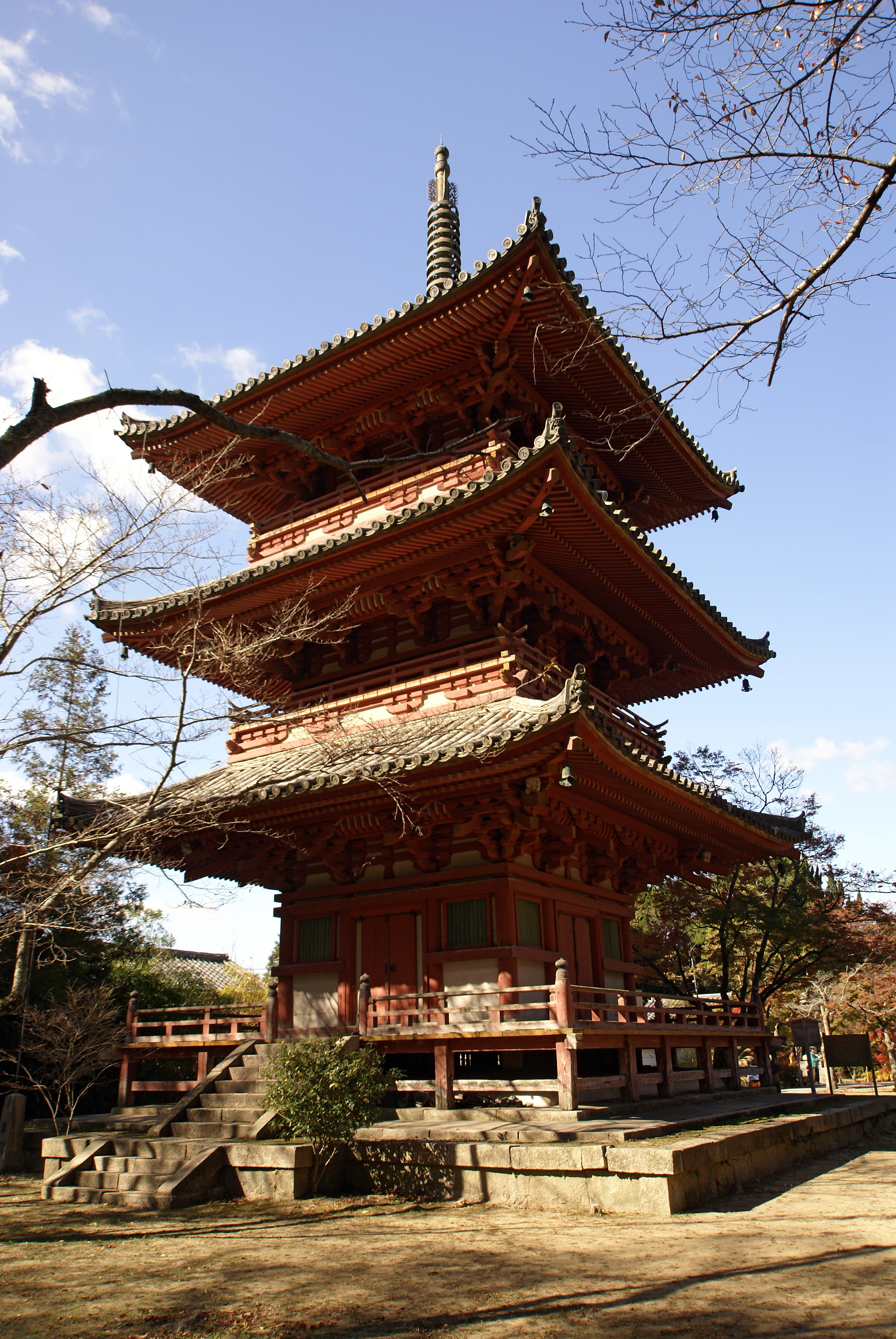
三重塔